# Krispl
Krispl est une commune autrichienne du district de Hallein dans l'État de Salzbourg.